# Troas
Pour l’article homonyme, voir Troas (Bible).
Troas, née vers 377 av. J.-C., est l'épouse du roi d'Épire Arrybas. Elle est la sœur d'Olympias, la mère d'Alexandre le Grand.

## Biographie
Troas est la fille de Néoptolème, roi d'Épire de la tribu des Molosses, membre de la dynastie des Éacides,. Sa sœur, Olympias, est la mère d'Alexandre le Grand.
Après la mort d’Alcétas Ier, ses deux fils, Néoptolème et Arrybas, décident de se partager le trône. Arybbas règne seul après la mort de son frère et épouse Troas, sa propre nièce,,. De cette union nait Éacide, le père de Pyrrhus,.